# Africariola longicauda
Africariola longicauda är en insektsart som beskrevs av Naskrecki 1996. Africariola longicauda ingår i släktet Africariola och familjen vårtbitare. Inga underarter finns listade i Catalogue of Life.